# بخش کریستینیا، شهرستان جکسون، مینه سوتا
بخش کریستینیا (به انگلیسی: Christiania Township) یک منطقهٔ مسکونی در ایالات متحده آمریکا است که در شهرستان جکسون، مینه‌سوتا واقع شده‌است.
 بخش کریستینیا ۹۳٫۸ کیلومتر مربع مساحت و ۳۳۱ نفر جمعیت دارد و ۴۲۲ متر بالاتر از سطح دریا واقع شده‌است.